# Rhodhiss
Rhodhiss é uma cidade  localizada no estado norte-americano de Carolina do Norte, no Condado de Burke e Condado de Caldwell.

## Demografia
Segundo o censo norte-americano de 2000, a sua população era de 366 habitantes.
Em 2006, foi estimada uma população de 900, um aumento de 534 (145.9%).

## Geografia
De acordo com o United States Census Bureau tem uma área de
2,7 km², dos quais 2,5 km² cobertos por terra e 0,2 km² cobertos por água.

## Localidades na vizinhança
O diagrama seguinte representa as localidades num raio de 8 km ao redor de Rhodhiss.